# Línguas ibero-ocidentais

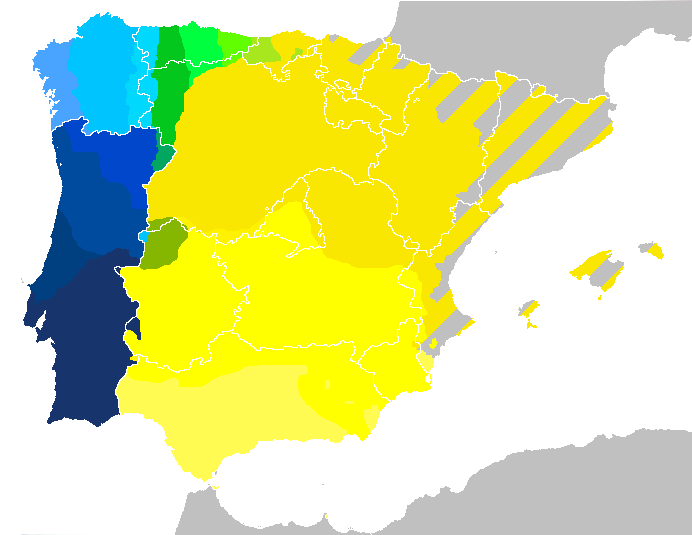

As línguas ibero-ocidentais são uma subcategoria das línguas românicas, que inclui - por exemplo - o castelhano, o português, o galego, o mirandês, entre outros. Há controvérsia sobre se os membros que falam os subgrupos do galego-português moderno e ásture-leonês falam línguas distintas ou dialetos distintos de uma única língua.
Falantes de línguas ibero-ocidentais geralmente afirmam que estão todos mutuamente inteligíveis em certa medida.
Baseado no Ethnologue, abaixo está um diagrama com a descendência do proto-ibero-ocidental, as línguas que a partir dele surgiram e seus respectivos códigos do ISO 639-3 entre parênteses.
|  | Asturiano (ast)  |
|  |                  |
|  | Mirandês (mwl)   |
|  |                  |
|  | Extremenho (ext) |
|  |                  |

|  | Espanhol (spa)           |
|  |                          |
|  | Espanhol amazônico (spq) |
|  |                          |
|  | Judeu-espanhol (lad)     |
|  |                          |

|  | Português (por) |
|  |                 |
|  | Galego (glg)    |
|  |                 |
|  | Fala (fax)      |
|  |                 |

|  | Asturiano (ast)  |
|  |                  |
|  | Mirandês (mwl)   |
|  |                  |
|  | Extremenho (ext) |
|  |                  |

|  | Espanhol (spa)           |
|  |                          |
|  | Espanhol amazônico (spq) |
|  |                          |
|  | Judeu-espanhol (lad)     |
|  |                          |

|  | Português (por) |
|  |                 |
|  | Galego (glg)    |
|  |                 |
|  | Fala (fax)      |
|  |                 |